# Chaetodontoplus mesoleucus
Chaetodontoplus mesoleucus är en fiskart som först beskrevs av Bloch, 1787.  Chaetodontoplus mesoleucus ingår i släktet Chaetodontoplus och familjen Pomacanthidae. IUCN kategoriserar arten globalt som livskraftig. Inga underarter finns listade i Catalogue of Life.